# Popowo (gemeente Lipno)
Popowo is een dorp in het Poolse woiwodschap Koejavië-Pommeren, in het district Lipnowski. De plaats maakt deel uit van de gemeente Lipno.